# Signore delle cime

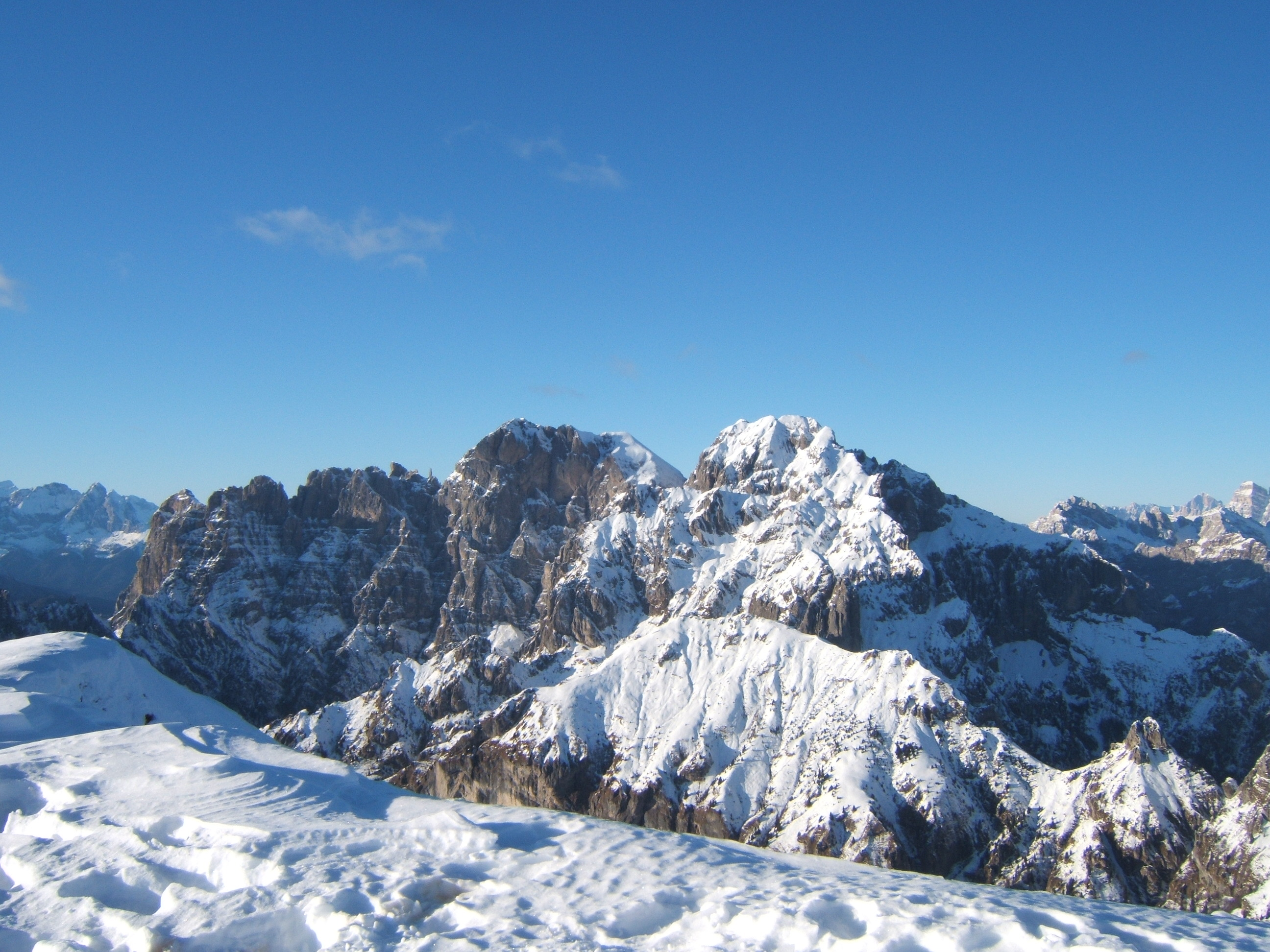
Vue du groupe Schiara du Mont Serva.

Signore delle cime (en français : Seigneur des cimes) est une œuvre musicale composée en 1958 par Bepi De Marzi en hommage à son camarade Bepi Bertagnoli tragiquement disparu en montagne en 1951 dans la haute vallée du Chiampo (it).

## Contexte
Devenue un grand succès mondial de chant choral, la chanson a été traduite dans de nombreuses langues. Traditionnellement, seules les deux premières strophes sont entonnées. Le chant est repris chaque année, au festival du Rassemblement national des Alpins (it), la population se mêlant à la chorale dirigée par un chef de chœur,.
La simplicité de la chanson et le grand impact émotionnel l'ont intégrée au répertoire de nombreux chœurs polyphoniques (comme le chœur I Crodaioli d'Arzignano, fondé en 1958 par De Marzi) et populaires. La mélodie facile, accompagnée par des harmonies traditionnelles, est combinée avec un texte qui représente la sensation, la piété populaire et la dévotion chrétienne.

## Paroles
Dio del cielo, Signore delle cime,

Un nostro amico hai chiesto alla montagna.

Ma ti preghiamo, ma ti preghiamo 

Su nel Paradiso, su nel paradiso

Lascialo andare per le tue montagne.

Santa Maria, Signora della neve,

Copri col bianco, soffice mantello,

Il nostro amico, il nostro fratello.

Su nel Paradiso, 

Lascialo andare per le tue montagne.